# Federazione pallavolistica della Mauritania
La Federazione mauritana di pallavolo (fra. Fédération de volley-ball de la République islamique de Mauritanie, FVBRIM) è un'organizzazione fondata per governare la pratica della pallavolo in Mauritania.
Organizza il campionato maschile e femminile, e pone sotto la propria egida la nazionale maschile e femminile.
Ha aderito alla FIVB nel 1964.